# Balandi
Balandi (en rus: Баланды) és un poble de l'óblast de Kírov, a Rússia, segons el cens del 2010 tenia 40. Pertany al districte d'Arbaj.